# Themistokles Gluck
Themistokles Gluck (ur. 30 listopada 1853 w Jassach, zm. 25 kwietnia 1942 w Berlinie) – niemiecki lekarz, chirurg i ortopeda pochodzenia żydowskiego.

## Życiorys
Syn żydowskiego lekarza z Krakowa, Teofila Glucka (1824-1884). Studiował na Uniwersytecie Fryderyka Wilhelma w Berlinie u Rudolfa Virchowa, studia ukończył w 1878 roku i został asystentem w szpitalu miejskim we Friedrichshain. Od października 1878 do kwietnia 1884 roku był asystentem w królewskiej klinice chirurgicznej u von Langenbecka i von Bergmanna. 18 lipca 1882 habilitował się i został Privatdozentem chirurgii na Uniwersytecie Fryderyka Wilhelma. W grudniu 1883 roku został profesorem. W 1877 roku brał udział w wojnie rosyjsko-tureckiej. Od 1 lipca 1890 kierował oddziałem chirurgii w Kaiser und Kaiserin Friedrich-Kinderkrankenhause.

## Dorobek naukowy
Themistokles Gluck był pierwszym chirurgiem, który zastosował endoprotezy m.in. stawu kolanowego. Do wykonania sztucznego stawu wykorzystał kość słoniową.

## Wybrane prace
- Über Nervennaht und Nervenregeneration (Von der Berliner med. Fak. preisgekrönt, 1878, Virchow's Archiv)
- Über Transplantation, Regeneration und entzündliche Neubildung
- Über Muskel- und Sehnenplastik (v. Langenbeck's Archiv, 1881)
- Über Ersatz von Knochendefecten durch vernickelte Nägel oder Stahlschienen, einheilbare Prothesen (Berl. med. Ges. 4. März 1885)
- Über congenitale Blutcysten der seitlichen Halsgegend (D. m. W. 1885)
- Kriegschirurgische Mittheilung aus Bulgarien (Berl. med. Ges. 1885 bis 86)
- v. Langenbeck's akiurgische Vorlesungen (1888)
- Über Exstirpation von Organen (Habilitationsschrift, 1882, v. Langenbeck's Archiv)
- Autoplastik, Transplantation, Fremdkörperimplantation (Berl. med. Ges., 23. April 1890)
- Die Technik der Kehlkopfexstirpation bei Carcinom (1896)
- Über Resection und Exstirpation des Larynx
- Die chirurg. Behandlung der malignen Kehlkopfgeschwülste (Naturforschervers. Braunschweig 1897)
- Über Oesophago-Pharyngo- und Laryngoplastik (Laryngologische Gesellschaft 1898)
- Ziele und Probleme der plastischen Chirurgie (Kongr. f. inn. Med. 1898)
- Aus der chirurgischen Abtheilung des Kinder-Krankenhauses (Bd. I bis III 1892 bis 97)
- Über Angiosarcome der Zunge und des Kehlkopfes (geheilt durch Operationen)
- Über Resection und Exstirpation von Organen
- Zur Aetiologie der Geschwülste
- Ersatz von Knochendefecten durch Knochenverschiebung und Vernagelung (mit der Epiphyse)
- Fall von geheilter Schussverletzung des Herzens (Röntgenbild mit eingeheilter Kugel)
- Über Operationen congenitaler Cysten und Kiemengangsfisteln der seitlichen und medialen Halsgegend
- Die moderne Chirurgie des Circulationsapparates
- Kehlkopfchirurgie und Laryngoplastik
- Neuer Phonationsapparat nach Laryngectomie
- Über Osteomyelitis im kindlichen Alter
- Über otitische Hirnabscesse
- Über Lungenchirurgie